# Ough
Ough — тетраграф в английской орфографии. В североамериканском варианте английского языка он имеет 8 вариантов произношения, в британском варианте — 9 вариантов.

## Распространённые варианты произношения
- /oʊ/ как в though (toe).
- /uː/ как в through (true).
- /ʌf/ как в rough (ruffian).
- /ɒf/ или /ɔːf/ как в cough (coffin).
- /ɔː/ как в thought (taut).
- /aʊ/ как в bough (cow)

## Список вариантов произношения
| Произношение | Примеры                                                                       | Примечание                                                                |
| ------------ | ----------------------------------------------------------------------------- | ------------------------------------------------------------------------- |
| /ʌf/         | Brough, chough, enough, Hough, rough, slough (see below), sough, tough        | рифмуется с puff, stuff                                                   |
| /ɒf/         | cough, Gough, trough                                                          | рифмуется с off, scoff                                                    |
| /aʊ/         | bough, doughty, drought, plough, slough (see below), Slough, sough            | рифмуется с cow, how                                                      |
| /oʊ/         | although, dough, furlough, Ough, though                                       | рифмуется с no, toe                                                       |
| /ɔː/         | bought, brought, dreadnought, fought, nought, ought, sought, thought, wrought | рифмуется с caught, taught                                                |
| /uː/         | brougham, slough, through                                                     | рифмуется с true, woo.                                                    |
| /ə/          | borough, Poughkeepsie, thorough, Willoughby                                   | произносится как /oʊ/ в американском варианте, рифмуясь с burrow и furrow |
| /ʌp/, /əp/   | hiccough                                                                      | устаревшее написание; hiccup является более распространённым              |
| /əf/         | Greenough                                                                     |                                                                           |
| /ɒk/         | Clough, hough, lough, turlough                                                | рифмуется с cock, lock                                                    |
| /ɒx/         | lough, turlough                                                               | рифмуется с Scots loch                                                    |
| /ɒp/         | Ough’s Road                                                                   | рифмуется с stops                                                         |

Slough имеет три варианта произношения в зависимости от его значения:
- /slʌf/ для существительного, означающего кожу, сброшенную животным, и для производного от него глагола.
- /slaʊ/ для существительного, означающего грязное место, и для производного от него глагола. Также для существительного, означающего состояние депрессии.
- /sluː/ — альтернативное американское произношение существительного, означающего грязный участок, и производного от него глагола[2].

Город Слау (англ. Slough) произносится как /slaʊ/.
Пример предложения, в котором используются девять произношений: «The wind was rough along the lough as the ploughman fought through the snow, and though he hiccoughed and coughed, his work was thorough» (Ветер дул на озере, когда пахарь пробирался сквозь снег, и хотя он икал и кашлял, работа его была тщательной).
Другое произношение можно найти в именах собственных, многие из которых имеют кельтское происхождение (ирландское, шотландское или валлийское), а не английское. Например, ough может представлять /ɒk/ в фамилии Коглин (Coughlin), /juː/ в фамилии Ayscough и /i/ в имени Кёкли (Colcolough).

## Орфографические реформы
Из-за непредсказуемости комбинации многие реформаторы английской орфографии предложили заменить ough более фонетическими комбинациями, некоторые из которых прижились с разной степенью формального и неформального успеха. Как правило, реформы орфографии были более широко приняты в Соединённых Штатах и в меньшей степени в других англоязычных регионах. Одна из проблем заключается в том, что произношение с велярным фрикативом всё ещё встречается локально в некоторых частях Северо-Восточной Шотландии, где, например, trough произносится как /trɔːx/.
В апреле 1984 года на своём ежегодном собрании Общество упрощённого правописания (English Spelling Society) приняло следующую реформу в качестве своего стилистического справочника:
- Сокращение ough в u, когда он звучит как /uː/: through → thru.
- Сокращение ough в o, когда он звучит как /oʊ/: though → tho (но dough изменяется в doh).
- Сокращение ough в ou, когда он звучит как /aʊ/: bough → bou, drought → drout, plough → plou.
- Изменение ough в au, когда он звучит как /ɔː/: bought → baut, ought → aut, thought → thaut.
- Изменение ough в of, когда он звучит как /ɒf/: cough → cof.
- Изменение ough в uf, когда он звучит как /ʌf/: enough → enuf, tough → tuf.

### Примеры
- hiccup вместо hiccough.
- hock вместо hough (редко встречается в США).
- plow вместо plough (стандарт в американском английском).

В эпоху колонизации Америки капитан Джон Смит использовал слово raugroughcum для обозначения енота (raccoon). В топониме Югиогени (Youghiogheny) ough произносится как /ˈjɒk/.